# 迪克洛角
64°4′S 62°15′W / 64.067°S 62.250°W
迪克洛角（英語：Duclaux Point）是南極洲的海岬，位於帕默群島的布拉班特島，處於科克本角東南面6公里，由讓-巴蒂斯特·夏古率領的法國探險隊繪入地圖，現時由南極條約體系管理。